# Estación de Huancayo
La Estación de Huancayo del Ferrocarril Central es una antigua estación de trenes en Huancayo, Perú. Se ubica en el jirón Pachitea en plena Zona Monumental de Huancayo. 
La estación fue terminada el 26 de septiembre de 1908. Fue construido de estilo industrial según los planos que también sirvieron para la construcción de la estación de Jauja. El 15 de septiembre de 1992 se expidió la Resolución Jefatural N° 704 por medio de la cual se declaró este edificio como Monumento Histórico del Perú.